# Flicky
Flicky é um jogo da Sega lançado em 1984 para Arcade e SG-1000, foi depois convertido para FM-7, MSX, PC-8801 e Sharp X1, em 1991 é convertido para Mega Drive. Flicky esteve presente em compilações como Sonic Mega Collection Plus.
Obs: depois do crédito do jogo o jogo continua trocando os objetos das fases.

## Jogabilidade
No jogo, o jogador controla Flicky, uma ave não voadora, que tem de salvar os Chirps de gatos domésticos, ao longo de 48 níveis. Após a conclusão da fase 48, há uma apresentação do tipo STAFF, com créditos aos desenvolvedores e colaboradores, então inicia-se a fase 49 que é a repetição da fase 1 e na sequência, em loop das fases iniciais do jogo, porém com o nível de dificuldade aumentado, inclusive com o antagonista Iggy presente já desde as fases onde no início do jogo este não se encontrava. Isso implica na possibilidade de o jogo ser um loop sem fim, repetindo-se as fases indefinidamente.
O jogador tem que colecionar todos os Chirps e guiá-los através da saída. O jogador tem que evitar o gato, Tiger e a iguana verde, Iggy. Tiger tenta apanhar Flicky pulando em plataformas ou a correr, enquanto Iggy possui a capacidade de escalar paredes e rastejar ao longo dos andares.
Em cada uma das fases regulares, de coleta dos Chirps, o jogador pode pegar objetos espalhados no cenário para arremessá-los contra os Tigers e Iggys. Não é possível pular com tais objetos, sendo preciso estratégia para utilizar os objetos no melhor momento. Após arremessados, acertando ou não os vilões, os objetos desaparecem. Os Tigers e/ou Iggys atingidos desaparecem momentaneamente, sendo substituídos por outros do mesmo tipo, constantemente mantendo-se a perseguição.